# Clerodendrum thomsoniae
Clerodendrum thomsoniae C. Linnaeus, Balf., 1753, è una pianta appartenente alla famiglia delle  Verbenaceae (o Lamiaceae). Il nome "nonna makan sirih", con cui è comunemente conosciuto in Indonesia, fa riferimento alle labbra e alla saliva che spiccano vermiglie sul viso incipriato di una masticatrice di sirih. È una specie spesso coltivata a scopo ornamentale nei giardini delle zone calde. Durante la metà del XIX secolo la pianta connobbe un periodo di grande popolarità. Oggi nelle zone temperate è coltivato in serra o come pianta d'appartamento. Presenta due varietà principali: C. thomsoniae variegata con foglie variegate di bianco, C. thomsoniae delectum che presenta racemi molto grandi, il calice bianco puro o con sfumature verdi e una corolla rosea.

## Morfologia
È un arbusto sarmentoso sempreverde o deciduo (secondo il clima) che raggiunge i 3 metri d'altezza, con fusti glabri e avvolgenti. 

### Foglie
Le  foglie sono opposte, allungato-lanceolate, acuminate, intere, con le costole scanalate nella pagina superiore. 

### Fiori
I racemi sono ascellari e terminali, composti da ombrelle rade. Il calice bianco puro è campanulato, a 5 segmenti ovati e acuminati; la corolla è color cremisi intenso.

## Distribuzione e habitat
La specie è originaria dell'Africa occidentale e del Congo.
C. thomsoniae è coltivata come pianta ornamentale nei giardini tropicali, e in zone esenti da gelate.